# 新蓬蒂罗洛
新蓬蒂罗洛（義大利語：Pontirolo Nuovo）是意大利贝加莫省的一个市镇。总面积10平方公里，人口4983人，人口密度498.3人/平方公里（2009年）。国家统计（ISTAT）代码为016172。